# یرجی کوکو
یرجا اولاوی سامولی کوکو (زاده ۱۶ اکتبر ۱۹۰۳ در سورتاوالا - مرگ در ۶ سپتامبر ۱۹۷۷ در هلسینکی) دامپزشک و نویسنده فنلاندی بود. او با دندانپزشک آئونه ایلوس ازدواج کرده بود. او بیشتر به خاطر افسانه پسی و ایلوسیا و آغاز کار حفاظت از قو سیاه در فنلاند مشهور است. در دهه ۱۹۵۰ او ناراحت شد ، زیرا زمان جدید و شیوه زندگی جدید به لاپلند آمد. وی در سال ۱۹۵۶ موفق به دریافت مدال شیر فنلاندی شد.
یرجی کوکو چندین کتاب خود را با عکس هایی از طبیعت که خودش گرفته بود نشان داد.
rjö Olavi Samuli Kokko (زاده ۱۶ اکتبر ۱۹۰۳ در سورتاوالا – درگذشته ۶ سپتامبر ۱۹۷۷ در هلسینکی) نویسنده و دامپزشک فنلاندی بود. او بیش از 20 کتاب نوشت، از جمله پسی و ایلوسیا ('Pessi ja Illusia', 1944)، آواز خواندن قو پرنده سرنوشت ('Laulujoutsen', 1954)، راه چهار باد ('Neljän tuulen tie', 1954) و Ungelon Torppa (1958).
یرجی کوکو اولین کتاب خود را در طول جنگ قهرمانانه زمستانی فنلاند و روسیه نوشت و در آنجا داوطلب شد. در همان دوران حضور در جبهه جنگ بود که مشهورترین اثر خود را «پسی و ایلوسیا» نوشت. یرجی کوکو متخصص حیات وحش، یعنی پرندگان بود. او سفرهای بی شماری را در لاپلند انجام داد و در میان مردم لاپی یا سامی زندگی می کرد که در آن زمان مانند افراد کمی می شناخت. طرفداری او از مردم لاپی بیشتر جنبه فرهنگی داشت تا سیاسی. یرجی کوکو از توسعه سریع گردشگری انبوه در لاپلند نامطلوب بود.
"Ungelon Torppa"، خانه ای که یرجی کوکو در انونتکیو ساخته است، تا به امروز به عنوان شاهد زندگی، آثار و میراث او است.
"پسی و ایلوزیا" به بیش از 10 زبان از جمله ژاپنی ترجمه شده است و به صورت دوره ای تجدید چاپ می شود. این داستان الهام‌بخش باله‌ای ساخته شده توسط آهتی سونینن و نسخه‌های نمایشی و فیلمی متعدد، از جمله فیلمی از هیکی پارتانن در سال ۱۹۸۴ است. «پسی و ایلوزیا» و «قو آواز پرنده سرنوشت» چندین سال است که پرفروش‌ترین فیلم‌های فنلاند بوده‌اند.
یرجی کوکو به خاطر نجات قوی از انقراض شناخته شده است. او در سال 1956 مدال Pro Finlandia را دریافت کرد.